# 朝鲜蝇子草
朝鲜麦瓶草（学名：[Silene koreana] 错误：{{Lang}}：文本有斜体标记（帮助）），即朝鮮蠅子草，为石竹科蝇子草属的植物。分布在日本、俄罗斯、朝鲜以及中国大陆的吉林、黑龙江等地，生长于海拔200米至800米的地区，一般生于林缘及稀疏落叶松林下，目前尚未由人工引种栽培。